# Дальнее (село, Севастополь)
Да́льнее (укр. Дальнє, крымскотат. Dalneye, Дальнее, ранее Посёлок ВИР) — село в Нахимовском районе города федерального значения Севастополя, входит в состав Верхнесадовского муниципального округа (согласно административно-территориальному делению Украины — Верхнесадовского сельсовета Нахимовского района Севастопольского горсовета).

## География
Расположено на высоком, южном (левом) склоне долины реки Бельбек в северной части территории горсовета, примерно в 12 км (по шоссе), от Севастополя, высота центра села над уровнем моря 40 м. В селе находится железнодорожная платформа 1518 километр, ближайшие населённые пункты: Поворотное и Фруктовое — в 700—800 метрах к западу. Площадь села 20,2 гектара. Постановлением правительства Севастополя 614-ПП от 14 декабря 2023 года растущие на окраине села, на берегу Бельбека два дуба черешчатых, оценочным возрастом более 500 лет объявлены памятником природы регионального значения с названием «Стражи Бельбека».

## История
Крымская помологическая станция — центр плодовых и орехоплодных культур Всесоюзного Института Растениеводства в долине Бельбека была создана в 1937 году, научный посёлок ВИР (впоследствии — имени Вавилова), административно входил в состав села Камышлы. Указом Президиума Верховного Совета РСФСР от 21 августа 1945 года, селу Камышлы было присвоено название Дальнее, на 15 июня 1960 года в составе Верхнесадовского сельсовета Бахчисарайского района числилось одно село Дальнее. С 1965 года считается начало истории нынешнего села (23 октября 1992 года село Камышлы было восстановлено, как самостоятельный населённый пункт). По данным переписи 1989 года в селе проживало 529 человек. С 21 марта 2014 года в составе Севастополя аннексировано Россией.

## Население
| 2001 | 2014 |
| ---- | ---- |
| 517  | ↘498 |

Численность населения по данным переписи населения по состоянию на 14 октября 2014 года составила 498 человек, по оценке на 1 января 2010 года — 554 человека.
Динамика численности населения
- 1989 год — 529 чел[16].
- 1995 год — 621 чел.[20]
- 2001 год — 517 чел.[21]
- 2009 год — 517 чел.[9]
- 2010 год — 554 чел.
- 2014 год — 498 чел.[19]

## Инфраструктура
В Дальнем действуют детский сад № 103, отделение почты.

## Транспорт
С Севастополем и другими населёнными пунктами города село связано автобусным и железнодорожным сообщением.